# Johann Crüger

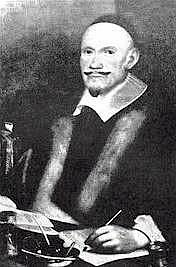
Johann Crüger

Johann Crüger (Groß Breesen bij Guben, 9 april 1598 - Berlijn, 23 februari 1662) was een Duits componist, organist en muziektheoreticus.

## Leven
Crüger werd organist, later cantor, aan de Nicolaikerk in Berlijn. Hij schreef melodieën op teksten van Paul Gerhardt en anderen en behoort daarmee tot de belangrijkste componisten van de lutherse liturgie uit de 17e eeuw. Zijn werk Newes vollkömmliches Gesangbuch Augspurgischer Confession beleefde meer dan 40 drukken. Hij schreef de muziektheoretische leerboeken Synopsis Musica (1654) en Musicae Practicae Praecepta brevia, & exercitia pro Tyronibus varia (1660).
- Biblioteca Nacional de España: XX887281
- Bibliothèque nationale de France: cb138928622 (data)
- CiNii: DA13378718
- Gemeinsame Normdatei: 118834967
- International Standard Name Identifier: 0000 0001 0928 7405
- Library of Congress Control Number: n92070292
- Nationale Bibliotheek van Letland: 000193729
- MusicBrainz: 8ad2ad85-2e10-4303-893a-6fe8863f23e3
- Nationale Bibliotheek van Tsjechië: jo2012713032
- Nationale Bibliotheek van Israël: 987007286167105171
- Nationale Bibliotheek van Polen: a0000001263681
- Nederlandse Thesaurus van Auteursnamen: 298584166
- LIBRIS: 213533
- SNAC: w66m367n
- Système universitaire de documentation: 07610186X
- Virtual International Authority File: 100255545
- WorldCat: E39PBJgd68w9qMKXJC9jTFVt8C